# Корчмин, Василий Дмитриевич
Васи́лий Дми́триевич Корчми́н (иногда ошибочно Кормчин) (до 1671 — 1729) — ближайший сподвижник Петра Великого.
Русский главный царский инженер; ключевая фигура в петровской армии: один из создателей лучшей артиллерии своего времени (как рода войск, в том числе конной и корабельной артиллерии), конструктор пушек и новых видов вооружения (изобретатель боевых ракет и огнемёта), мастер фортификации и осадного дела, участник многих петровских баталий (при этом трижды был ранен), военный разведчик; ведущий пиротехник (создатель фейерверков) и главный фейерверкер аллегорических феерических театрумов; гидрограф, пионер в поиске и создании новых водных путей; промышленник (создатель частных предприятий, работавших на оборону); генерал-майор (1726), майор лейб-гвардии Преображенского полка, кавалер ордена св. Александра Невского (1728).

## В потешных войсках и на учёбе за границей
В молодости Василий Корчмин, благодаря отчиму И. Сумарокову (он спас Алексея Михайловича во время охоты на медведя и был комнатным стольником царя) и тестю Артамону Тимофееву, (входившему в ближайший круг правящей царевны Софьи), жил при царском дворе в качестве стольника царицы Прасковьи Фёдоровны. В 1691 году он был взят в потешные войска юного Петра I.
В составе Великого посольства в качестве волонтёра обучался за границей (1697—1698) военным и математическим наукам, сначала (с 8 (18) июня 1697 года) в Кёнигсберге, затем в Берлине (по крайней мере, до осени 1698 года). В письме Петру I от 29 марта 1698 года Корчмин писал: «…выучили марта 20 день фейверк и всю алтилерию, а что во алтилерии какие есть науки, и то известно милости твоей, а ныне учим тригиометрию».

## Бомбардирская рота
В 1694 году Пётр I учредил при Преображенском полку бомбардирскую роту, в состав которой вошёл и Василий Корчмин. Это было самое элитное подразделение в русской армии, командовал ротой лично Пётр I. После обучения за границей Корчмин стал сержантом бомбардирской роты, а с 1713 года — стал её фактическим командиром.

## Русский главный царский инженер

### Пушки, ракеты, огнемёты
Корчмин является конструктором новых видов пушек и снарядов.
- Корчмин предложил новую конструкцию 6-фунтовой медной мортирки, которая предназначалась для вооружения гренадерских и драгунских полков с целью усиления оружейного огня пехоты и конницы. В 1706 году было отлито и отправлено в Смоленск на испытания 20 таких мортирок.
- В 1706 году же Корчмин разработал 3-фунтовую полковую пушку с двумя 6-фунтовыми мортирками на одном лафете, что увеличило огневую мощь и снизило уязвимость артиллерии при перезарядке.
- В 1707 году Яков Брюс и Василий Корчмин создали новую «длинную» полупудовую гаубицу для вооружения конной артиллерии, которая была предшественницей русского единорога.
- В 1711 году Корчмин внёс предложение оборудовать новые военные корабли печами для накаливания пушечных ядер. Они, по его мысли, должны были лучше поджигать деревянные вражеские суда.

Корчмин является одним из отцов отечественного ракетостроения.
- В Москве в январе 1707 года, в условиях реальной угрозы нападения шведских войск на столицу, была испытана сигнальная ракета, поднимавшаяся на высоту до 1 км, которая была принята на вооружение в русскую армию (и использовалась в ней почти два века).
- Корчмин является изобретателем боевых ракет[4], им предложен проект ракетных станков для стрельбы с фрегатов и линейных кораблей зажигательными ракетами.
- Корчмин вместе со Скорняковым-Писаревым написал записки о делании ракет, по которым учились многие поколения русских артиллеристов и пиротехников.

Корчмин является изобретателем огнемёта.
- Впервые в мировой практике Нового времени он вооружил русские корабли сконструированными им огнемётными трубами и вместе с Петром I разработал наставление для их применения[5].

### Корабли и корабельная артиллерия
Корчмин принимал деятельное участие в создании военно-морского флота.
В сентябре 1703 года Корчмин участвовал в переправке в только что основанный Петербург новых судов с Олонецкой верфи. Возглавлял поход сам Пётр Великий на корабле «Штандарт», Корчмин шёл на буере «Зов Драгаль» (всего же было 10 судов). На подходе к Шлиссельбургу флагманский корабль «Штандарт» сел на мель Ладожского озера. Царь пересел на другое судно, а снимать «Штандарт» с мели было поручено Василию Корчмину и Гавриле Кобылину, с чем они успешно справились.
Корчмин занимался боевым оснащением основных петровских кораблей. В 1703 году ему удалось сконструировать плутонг (батарею) из четырёх-пяти пушек для галеры, мощь огня которой была в полтора раза больше, чем на иностранных судах того же класса. Два 32-пушечных фрегата — «Ландсоу» и «Св. Яков» были оборудованы зажигательными ракетами и огнемётными трубами.

### Фейерверки
Корчмин был главным петровским пиротехником и организатором грандиозных праздничных фейерверков («аллегорических феерических театрумов») в Москве и Петербурге. В Москве у Корчмина была пиротехническая лаборатория в Преображенском, в которой готовились разных видов ракеты и прочая пиротехника. В 1701 году от ожогов, полученных в лаборатории, умер товарищ Корчмина, Иван Алексеев.
Достоверно известно, что новогодние фейерверки в Москве проводились в 1700, 1702—1710 годах и в 1723 году; а в Петербурге в 1711, 1712, 1714—1716, 1718—1721, 1724, 1725 годах.
В частности, в Москве Корчминым организовывались следующие представления:
- первый фейерверк на Новый 1700 год;
- фейерверк 1 (12) января 1704 года «в честь новых побед россиян в освобождённой Ижорской земле»;
- грандиозный новогодний фейерверк, устроенный вечером 1 (12) января 1710 года (изображавший аллегорически события периода Северной войны, завершившейся в 1709 году блестящей Полтавской битвой).

В Петербурге Корчмин был организатором самого грандиозного двухчасового фейерверка, произведённого 22 октября (3 ноября) 1721 года по случаю окончания Северной войны и объявления Петра I императором. Для его подготовки в подчинении Корчмина находилась специально созданная «лаборатория для сочинения фейерверка», в которой в течение месяца работало 140 человек.
Устройством фейерверков Корчмин занимался, по крайней мере, до 1727 года, когда в должности главного фейерверкера его сменил Б. X. фон Миних.

### Фортификация
Корчмин занимался фортификацией многих городов и крепостей (Новгорода в 1701 году, Петербурга с 1703 года, Брянска в 1706 году, Москвы в 1707 году, Севска в 1708—1709 годах, Гельсингфорса (Хельсинки) в 1713 году, Кронштадта в 1720-х и др.).

#### Оборона Санкт-Петербурга (с 1703)
Обороной Петербурга Корчмин занимался с первого дня основания северной столицы. Батарея Корчмина, располагавшаяся на стрелке Васильевского острова, успешно защищала строящийся Петербург от морского вторжения шведов.
С 1720 года Пётр I поручил Корчмину руководить артиллерией (а значит и фортификацией) крепости Кроншлот (Кронштадт). И именно в эти годы началось серьёзное усиление мощи крепости: возводились форты «Рисбанк» и «Цитадель», на острове Котлин — крепость Александра Невского.

#### Оборонительная линия Смоленск — Брянск (1706—1707, 1709)
В 1706 году, по случаю угрожавшего вторжения шведов, Корчмин руководил строительством масштабных оборонительных сооружений на дальних подступах к Москве.
Ему ставилась задача постройки оборонительной линии «от Смоленска до Брянска и дальше до степей делать засеки в лесах на 150 шагов широтою, все малые дороги засечь на 300 сажень, а на больших сделать равелины с палисадами и проч. Позади линии делать дороги для удобства обороны её».
Брянск как удобный оборонительный пункт и провиантская база армии, был укреплён. Брянский кремль был приведён в боевую готовность, при этом его дополнительно обнесли валами. Для укрепления Брянска был упразднён и сломан Воскресенский женский монастырь (его обитательниц перевели в Песоцкий мужской монастырь, предварительно переселив оттуда монахов в Брянскую Петропавловскую обитель).

#### Оборона Москвы (1707)
В мае 1707 года Корчмин прибыл в Москву. Петром Первым «велено ему на Москве ведать всю артиллерию и при ней что есть, и устроять по его разумению, так же и им быть послушным».
Корчмин начал масштабно укреплять оборону центра Москвы (Китай-города и Кремля). Перед Кремлёвской стеной был насыпаны земляные валы с глубокими рвами перед ними (в том числе, на Красной площади) и укреплены бастионами (следы которых сохранились у Средней Арсенальной и Оружейной башен). Бойницы башен были растёсаны для установки тяжёлых пушек.
Из военных соображений, вокруг Кремля были закрыты ближние проезды, снесены многие жилые постройки (в том числе, некоторые церкви), подвинуты в сторону Харчевой и Охотный ряды, перенесён на новое место Аптекарский сад, а все хлебные запасы свезены в Кремль, где и велась торговля. Корчмин также приступил к разборке «Комедийной хоромины», первого публичного театра Москвы, стоявшего на месте Исторического музея.

### Понтоны
В 1712 году на окраине сельца Вознесенское (позднее — Корчмино) на берегу Невы, отданного в кормление Корчмину В. Д., была расквартирована первая в России понтонно-мостовая рота в количестве 36 человек, на вооружении которых находились жестяные понтоны голландского типа.

### Системы водных путей
Корчмин по указам Петра I занимался вопросами по созданию водных путей из Волги в Новгород, Санкт-Петербург и Москву.
Первую задачу, которую Пётр I поставил перед Корчминым ещё в 1701 году, — изыскание водного пути из Москвы в Новгород. И сразу же Корчмин нащупал верное решение, в письме от 5 октября 1701 года он писал, что «изобрёл место благополучное к водному пути в Новгород»: через устье реки Дубны и реку Сестру. Изысканиями Корчмина позднее, в 1722 году, воспользовался Вилим Геннин, которому Пётр I поручил разработать уже детальный проект Волжско-Московского водного пути. Но реализован был этот проект лишь сто лет спустя после строительства Московского (Екатерининского) канала, соединившего реки Истру и Сестру. Вскоре после этого была построена железная дорога Москва — Петербург, и конкурировшая с ней водная система пришла в упадок. И лишь канал им. Москвы, построенный в 1937 году, полностью воплотил в жизнь мечту Петра Великого.
Корчмин был первым строителем водного пути из Волги в Балтийское море, названного позднее Мариинской водной системой, а затем Волго-Балтийским каналом. В 1710 году англичанин Перри, который изучал этот вопрос, представил Петру I отчёт о проделанной работе и из трёх обследованных вариантов показал, что наиболее выгодным является вариант водного пути через реки Ковжа и Вытегра. В 1711 году Пётр I лично побывал в Вышегорском крае и осмотрел места, где должен пройти канал. Англичанин, которому было поручено начать работы, не добившийся причитающегося ему жалованья, подал в отставку и уехал на родину, в Англию, а осуществлять проект начал В. Корчмин вместе с группой голландских мастеров. Но возобновившаяся в начале 1713 года война со Швецией вынудила Петра отозвать Корчмина в армию и проект был заморожен… до конца XVIII века.
Корчмин также принимал деятельное участие в совершенствовании Вышневолоцкой водной системы. Именным царским Указом от 15 (26) мая 1712 года поручик В. Корчмин и шлюзных дел мастер Я. Перри посылались в Новгородский уезд на реку Мсту, чтобы «осмотреть, можно ли на той реке или где в тамошних местах к другим рекам быть шлюзам». Почти одновременно с этим началась расчистка от камней русла реки Мсты. Кроме того, Корчмин занимался вопросом соединения каналом бассейнов Невы и Волхова (через притоки Тосна и Тигода).
А в 1719 году он был послан для исследований по проведению канала из реки Мологи в реку Мсту и для описания Волги, Мологи и Тверцы.

## Корчмин — военный разведчик
Первое разведывательное задание Пётр I поручил Корчмину ещё во время учёбы в Берлине в 1698 году. Ему поручалось разузнать какое жалованье у немцев получали военные чины от генералов до солдат включительно, с чем Корчмин прекрасно справился, послав Петру в письме от 29 марта 1698 года подробную роспись.
В марте 1700 года под предлогом покупки пушек Корчмин был послан в Нарву, где ему надлежало узнать о состоянии крепости Нарвы, а также Нотебурга (крепости Орешек).
2 марта 1700 года Пётр I так писал по этому поводу адмиралу Головину: «И ныне для тех пушек пошли ты Корчмина, чтобы он их пробовал и купил несколько; а меж тем накажи ему, чтобы присмотрел город и места кругом; также, если возможно ему дело сыскать, чтобы побывал и в Орешек; а буде в него нельзя, хотя возле его. А место тут зело нужно: проток из Ладожского озера в море (посмотри на картах), и зело нужно ради задержания выручки». 7 марта 1700 года состоялось определение Посольского приказа о посылке Корчмина в Нарву, и 9 марта Корчмин отправился а путь. На покупку пушек ему было назначено 1000 ефимков.
12 сентября 1713 года Пётр I именным указом отправил Корчмина на осмотр шведской крепости Нейшлот для изучения её фортификации, чтобы оценить необходимое число пушек и мортир для успешного её взятия, а также «осведомится нет ли водного пути к оному месту от Выборга или из Карелы, и какими судами». В качестве боевого прикрытия Корчмина сопровождал драгунский полк в 150 человек.

## Корчмин и театр военных действий
Ниже перечислены сражения, осады, походы, об участии в которых В. Корчмина (обычно, в качестве руководителя части или всей артиллерии и осадных работ) есть какие-либо сведения.
- Первая осада Нарвы (1700)

Во время осады Корчмин руководил работами против крепости Ивангород («вёл апроши»).
- Сражение под Эрестфером (1701)

29 декабря 1701 года произошло сражение русских войск со шведским корпусом под Эрестфером. Главную роль сыграла в этом бою русская артиллерия. Когда шведы стали теснить русскую пехоту, бомбардир Василий Корчмин, командовавший артиллерией русского отряда, посадил своих артиллеристов на лошадей, примчался с орудиями к месту боя и велел без промедления открыть огонь по шведам картечью. Этим он, как писал Пётр I, «неприятеля в конфузию привёл». «Конфузия» была изрядная: из семитысячного шведского корпуса было убито и ранено около 3 тысяч человек, 350 шведов сдались в плен, было захвачено 4 шведские пушки и 8 знамён.
- Сражение при Гуммельсгофе (1702)
- Осада Нотебурга (1702)
- Осада Ниеншанца (1703)
- Вторая осада Нарвы (1704)
- Осада Митавы (1705)

14 августа 1705 года русские войска встали под стенами замка Митавы. Но первые дни осада велась слабо, ибо осадная артиллерия, которую переправлял В. Корчмин из-под Полоцка, ещё не была доставлена. Из-за распутицы первые пушки были доставлены лишь 29 августа. 2 сентября началось бомбардирование Митавского замка, а 4 сентября он капитулировал.
Осада Бауска (1705)
Из-под Митавы майор фон Керхен и капитан-поручик Корчмин отправлены были к Бауску, с повелением атаковать его. Осада продолжалась весьма недолго. 15 сентября 1705 года город сдался почти без боя и без всякой с нашей стороны потери. (Хотя, как писал Корчмин царю, «фортефикация у Бауска лучше Митавского и крепость гораздо не хуже»).
- Полтавская битва (1709)
- Взятие Выборга (1710)
- Прутский поход (1711)
- Взятие Штеттина (1713)
- Осада Нейшлота (1714)

После предварительной рекогносцировки крепости Корчминым осенью 1713 года осада Нейшлота началась в июне 1714 года. Руководство осадой было возложено на Корчмина. После тщательной подготовки крепость подверглась многодневной мощной бомбардировке крепостных стен до тех пор, пока в одной из них не образовался пролом. Вскоре после этого, 29 июля (9 августа) 1714 года, шведы капитулировали. Столь блестящее взятие неприступной крепости было увековечено огромного размера памятной медалью 1714 года. По ободу медали было написано «Крепость Нейшлос ослабела от руки Петровы». На медали была изображена батарея пушек, у которых стоит офицер с пальником в руке. Есть предположение, что это изображён В. Корчмин и это единственное дошедшее до нас его изображение.
- Персидский поход (1722—1723)

В 1722—1723 годах Корчмин участвовал в Персидском походе в качестве ключевой должности генерал-квартирмейстера. Согласно воинскому уставу, разработанному под непосредственным руководством Петра Великого, чин генерал-квартирмейстера «требует мудрого, разумного и искусного человека». «Ему надлежит учреждать походы, лагери и по случаю фортификации и ретраншемента, и над оными надзирание иметь… А ежели таковой генерал-квартирмейстер и артиллерию при том разумеет, то он может по случаю и оною командовать».

## Корчмин как фискал
В 1707 году вышел именной указ Петра I о сборе «с попов и дьяконов» налога в виде лошадей, в которых остро нуждалась армия. Лошадь бралась с определённого числа дворов прихода (от 150 до 300). Вскоре натура была фактически заменена денежным налогом (от 12 до 15 рублей вместо лошади). В следующих губерниях с части городов и уездов сборами этого налога занимался Корчмин: Московской, Смоленской, Киевской, Казанской, Азовской и Воронежской.

## Корчмин — предприниматель
- Корчмин владел поташными и смальчужными (смоляными) заводами в Рославльском уезде, которые в 1709 году были сожжены шведами[19].
- В 1707 году в Стародубе он организовал «струговой, железной и кожевной завод и иные, тем подобные, дела, из которых намерение моё было содержать целый полк» (Корчмин). Но в его отсутствие «глумлением потоплено больше пятидесяти стругов и завод пожжён»[20].
- В Брянском уезде у Корчмина также были пеньковые заводы (возможно, это «иные дела» в Стародубе, см. выше), но «от военного случая заводы и пенька позжены»[21].
- В 1719 году Корчмин купил на свои капиталы землю в Путивльском уезде (в селе Званном и Глушково) и вместе с компаньоном Дубровским построил на этой земле в 1719—1722 годах суконную мануфактуру (в РГАДА она значится как Путивльская суконная мануфактура В. Д. Корчмина). Мануфактура была основным поставщиком сукна для армии и флота. Это одна из старейших и крупнейших (в своё время) фабрик России, существующая доныне как Глушковская суконная фабрика[22].
- Владел мельницей на Оке, за которую у него была многолетняя тяжба[2].
- Весной 1707 года Корчмин, занимаясь обороной Брянска, скупал здесь лошадей, чтобы ими укомплектовать Преображенский полк.[источник не указан 504 дня]
- Примерно в 1704 году Корчмин купил сельцо Алексеевское на реке Мсте в Новгородском уезде Бежецкой пятины в Егорьевском Млевском погосте (сегодня Алексеевское — село в Вышневолоцком городском округе Тверской области). Здесь, в период владения сельцом Корчминым была пристань и небольшая судоверфь. Владел сельцом до своей смерти в 1729 году.[источник не указан 504 дня]

## Награды
- Орден св. Александра Невского (1 (12) января 1728).

## Происхождение Корчмина и родовые вотчины
Дед — Иван Андреевич Корчмин (ум. 1643, Москва). В 1620-е годы получил вотчину в Вичюжской волости в Кинешемском уезде. У Ивана Корчмина было три сына Василий, Никита и Дмитрий.
Василий Иванович Корчмин во время русско-шведской войны погиб в 1656 году под Динабургом. Видимо, в честь погибшего дяди и был назван Василием сын Дмитрия Ивановича Корчмина.
Вичугской вотчиной сначала владел Василий Иванович Корчмин, а брат Никита, как беспоместный в то время, в 1649 году получил от царя поместье Захарьино под Сергиевым Посадом. После гибели В. И. Корчмина, Никита Корчмин стал также владеть и вичугской вотчиной. В 1665 году Никита Корчмин разделил подмосковное поместье Захарьино со своим братом Дмитрием Ивановичем Корчминым (ум. 1(11) января 1671 года, Москва). В 1673 году половиной сельца владела его вдова Екатерина с сыном Василием (вскоре она вышла замуж за Ивана Суморокова). В 1704 году Василий Дмитриевич Корчмин построил в Захарьино деревянную церковь Спаса.
Никита Иванович Корчмин (ум. 1700, Москва, в возрасте 80 лет) — «был с детства в непрестанных службах, и не малое время был по указу его величества в Германских и иных государствах» (из челобитной В. Д. Корчмина). Его жена Соломонида Никитична, урожд. Чаплина, умерла в 1677 году.
После смерти дяди родовой вичугской вотчиной стал владеть уже Василий Дмитриевич Корчмин (с. Хреново с деревнями), в начале 1716 года после многолетней тяжбы по царскому указу Корчмину во владение была передана также д. Морозово Вичюжской волости. После опалы Данилы Татищева (в 1718 году) Василию Корчмину была передана его вотчина (село Вичуга). В 1720 г. на берегу Волги рядом с Плёсом Василий Корчмин за 2000 рублей покупает ус. Хмельницы (усадьба Шаляпина в начале XX в.) и Татищево с деревнями. Также ему принадлежало село Дюдяково на древнем тракте из Вичуги в Плёс. Таким образом, Василий Корчмин владел обширными землями в Вичугском крае и ближайших окрестностях. В 1723 году он построил новую деревянную церковь в с. Хреново вместо изветшавшей.
Петровский указ от 23 января 1712 года прямо запрещал передавать вотчины не прямым родственникам по мужской линии, а передавать по прямой женской линии, но не далее внучек, а в случае отсутствия последних — имение объявлять выморочным и возвращать в казну. Василий Корчмин был бездетным и сразу после его смерти указом от 1 (12) сентября 1729 года имения Корчмина были конфискованы. В 1742 году, при Елизавете Петровне, конфискованные имения были возвращены вдове Корчмина.
Василий Корчмин был женат, по крайней мере, дважды: первая жена была дочерью Артамона Тимофеева, дьяка Приказа Большого дворца; вторую жену звали Ирина Владимировна.

## Другие имения
- Село Алафьево Бежецкого уезда[32]
- дд. Кузовлево, Сидорово и Варламово в Вологодском уезде[33]
- с. Удельные Уты в Брянском уезде[34]
- село Корчмино (ныне п. Понтонный в составе СПб)[14]
- вотчина в Глушково[35]
- сельцо Алексеевское на реке Мсте в Новгородском уезде Бежецкой пятины в Егорьевском Млевском погосте (сегодня Алексеевское — село в Вышневолоцком городском округе Тверской области).

## Владения в Санкт-Петербурге и Москве
- Палаты Корчмина (1719—1732, арх. Д. Трезини) в Санкт-Петербурге (стояли на месте Ново-Михайловского дворца, Дворцовая наб., 18, Миллионная ул., 19)[36].

Полаты А. М. Черкасского строились на месте находившихся здесь ранее полат В. Д. Карчмина. Возможно, что эти «полаты Лейб-гвардии Преображенского полку маэора Василья Дмитриевича Карчмина», простоявшие до 1732 года, были первым зданием в Каменной Набережной Миллионной Линии— Богданов А. И. «Описание Санктпетербурга», рукопись 1751 г., стр. 52)
- Корчмин также владел и другим участком городской земли в Санкт-Петербурге (в районе дома 10 по ул. Чайковского)[38].
- Городская усадьба в Москве в районе Воронцова поля (у р. Яузы)
- «Дворовое место» у Сухаревой башни, отданное в 1735 году под строительство Артиллерийского полкового двора[39]. Возможно, что в районе Сухаревой башни находилась родовая городская усадьба Корчминых, так как отец, дед и дядя Василия Корчмина были похоронены недалеко от этих мест, при церкви Успения Божьей Матери на Малой Дмитровке, в Успенском переулке[1].

## Память
- Памятник бомбардиру Василию Корчмину на Васильевском острове (скульпторы Лукьянов Г. В., Сергеев С. В., 2003).
- Мемориал им. В. Д. Корчмина в посёлке Понтонном.

### Корчмин в географических названиях
- Васильевский остров в Санкт-Петербурге, по легенде, назван по имени Василия Корчмина.[источник не указан 504 дня]
- Корчмино — имение (с 1712) Корчмина на реке Неве (ныне посёлок Понтонный; топоним Корчмино сохранилось в названии одного из микрорайонов посёлка); также река Корчминка, протекающая здесь.